# Saint-Hilaire-de-Lusignan
Saint-Hilaire-de-Lusignan ist eine französische Gemeinde mit 1.509 Einwohnern (Stand: 1. Januar 2022) im Département Lot-et-Garonne in der Region Nouvelle-Aquitaine. Saint-Hilaire-de-Lusignan liegt im Arrondissement Agen und gehört zum Kanton L’Ouest Agenais.

## Geografie
Saint-Hilaire-de-Lusignan liegt etwa acht Kilometer westnordwestlich von Agen am Fluss Garonne, der die westliche bzw. südwestliche Gemeindegrenze bildet und in den hier das Flüsschen Bourbon einmündet. Umgeben wird Saint-Hilaire-de-Lusignan von den Nachbargemeinden Lusignan-Petit im Norden, Madaillan im Nordosten, Colayrac-Saint-Cirq im Osten und Südosten, Sérignac-sur-Garonne im Süden und Südwesten, Montesquieu im Südwesten sowie Clermont-Dessous im Westen.
Durch die Gemeinde führt die Route nationale 113.

## Geschichte
1971 wurden die bis dahin selbstständigen Gemeinden Lusignan-Grand und Saint-Hilaire-sur-Garonne zusammengeschlossen.

## Bevölkerungsentwicklung
| Jahr                       | 1962 | 1968 | 1975 | 1982 | 1990 | 1999 | 2006 | 2018 |
| -------------------------- | ---- | ---- | ---- | ---- | ---- | ---- | ---- | ---- |
| Einwohner                  | 681  | 666  | 982  | 1092 | 1204 | 1301 | 1358 | 1484 |
| Quellen: Cassini und INSEE |      |      |      |      |      |      |      |      |

## Sehenswürdigkeiten
- Kirche Saint-Hilaire in Saint-Hilaire-sur-Garonne, im 12. Jahrhundert erbaut, seit 1926 Monument historique
- Kirche Saint-Basile in Lusignan-Grand, im 12. Jahrhundert erbaut, Umbauten aus dem 15./16. Jahrhundert, seit 1950 Monument historique

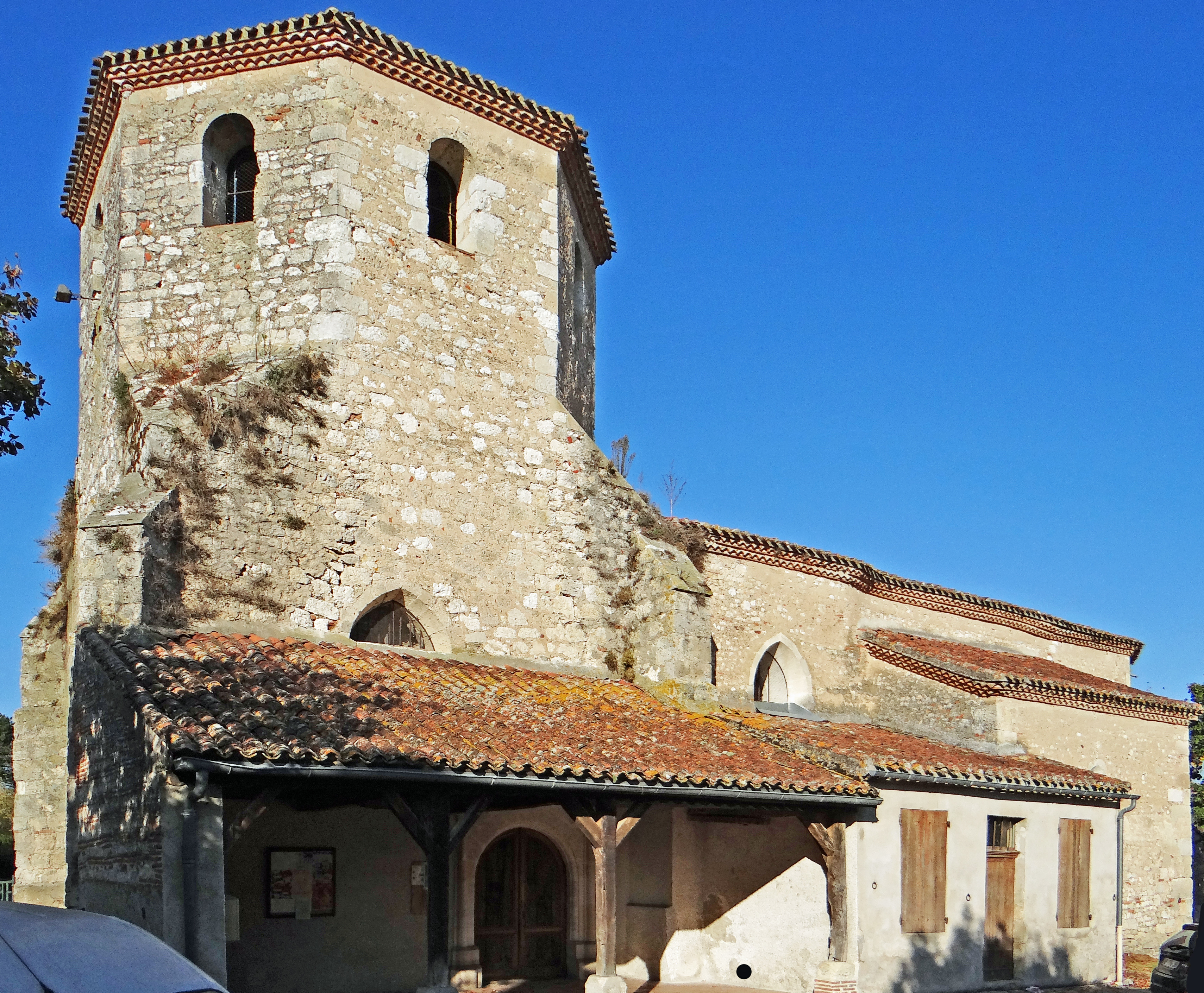
Kirche Saint-Hilaire
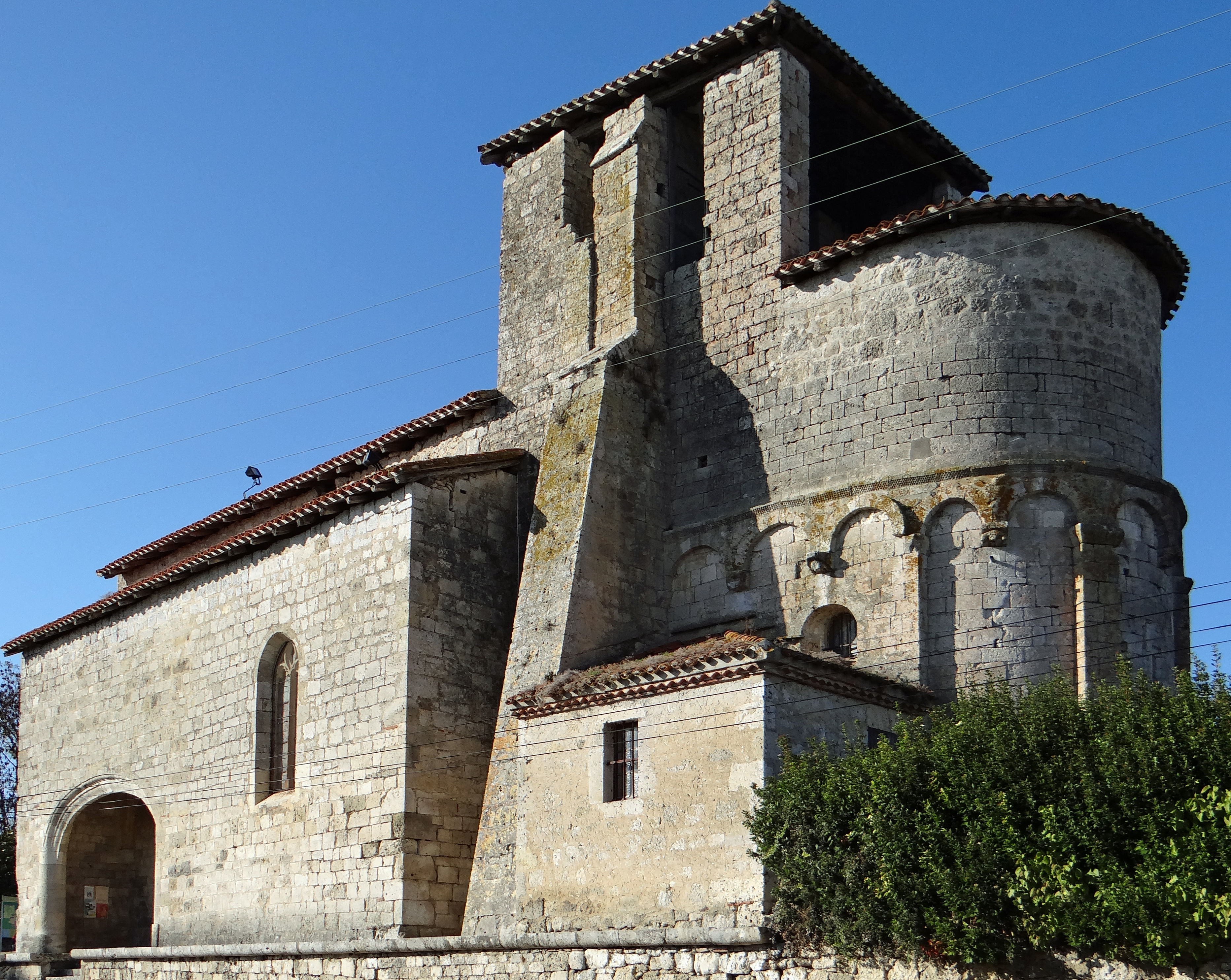
Kirche Saint-Basile